# 荣誉勋章
荣誉勋章（英語：Medal of Honor），由美国政府颁发的美国最高军事荣衔，授予那些“在战斗中冒生命危险，在义务之外表现出英勇无畏”的军人。它的历史可追溯至1862年美国内战期间，迄今已颁发了3460次，最近一次在2023年。海、陆、空三军的成员皆有资格获颁这份荣誉，而每个军种授予的荣誉勋章各有其独特的设计。它由兼任三军总长的美国总统代表全国人民亲自颁发。
在荣誉勋章的授予证书上有“以国会的名义”（in the name of Congress），它常常被误称为“国会荣誉勋章”；事实上官方名称裡并无“国会”二字。

## 外观

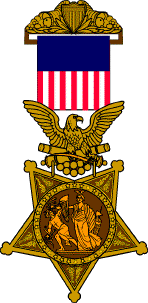
1862年–1895年的陸軍版榮譽勳章
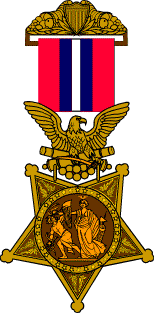
1896年–1903年的陸軍版榮譽勳章
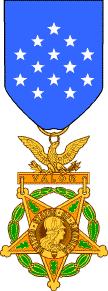
1904年–1944年的“吉列斯皮”樣式的陸軍版榮譽勳章

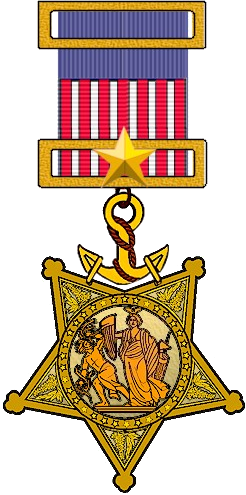
1862年–1912年的海軍版榮譽勳章
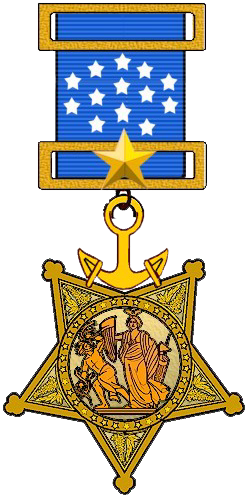
1913年–1942年的海軍版榮譽勳章
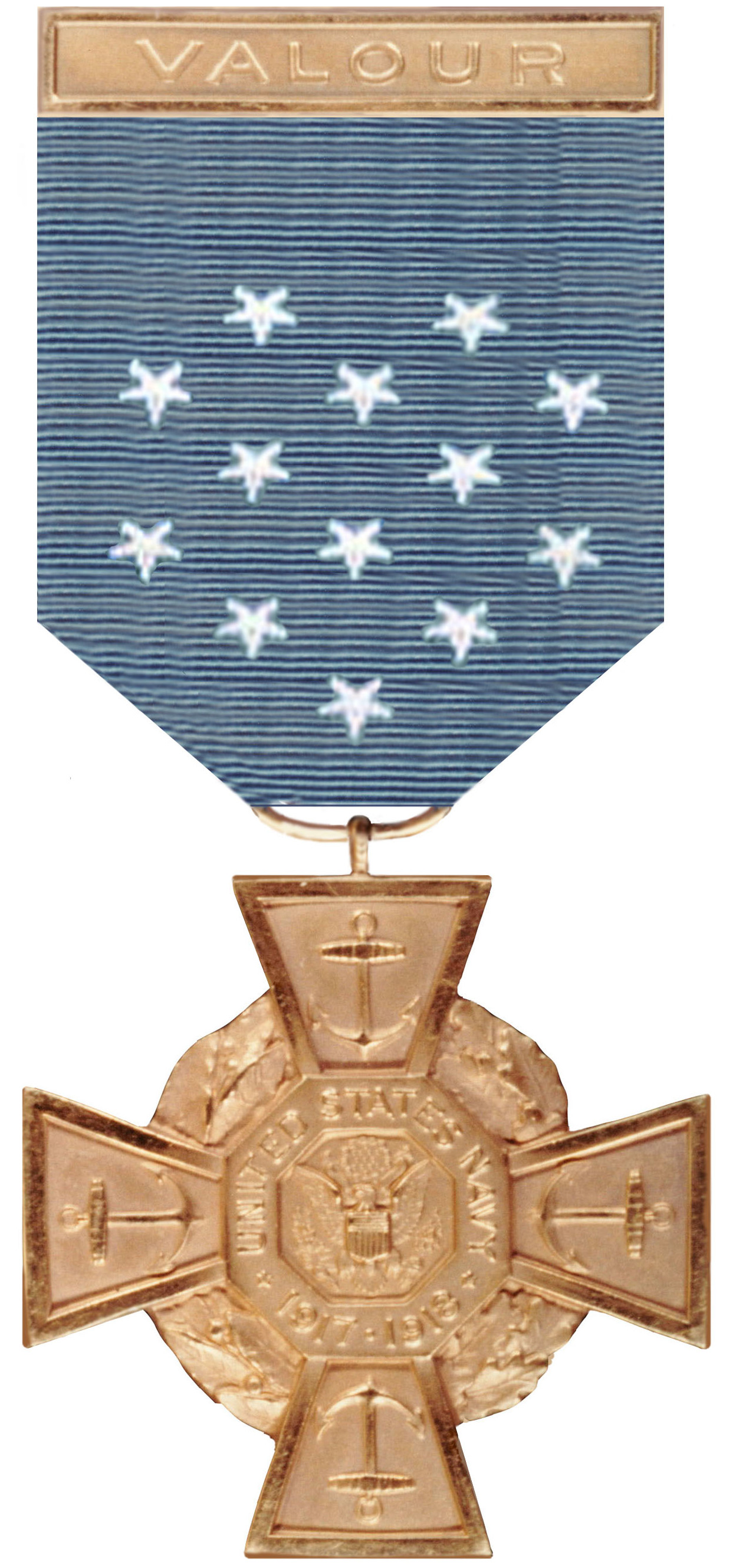
1919年–1942年“蒂芙尼十字”樣式的海軍版榮譽勳章（英语：Tiffany Cross Medal of Honor）

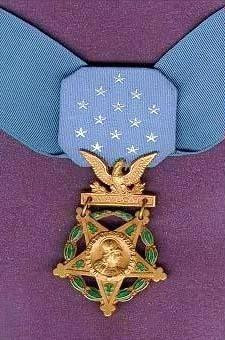
現今的陸軍版榮譽勳章
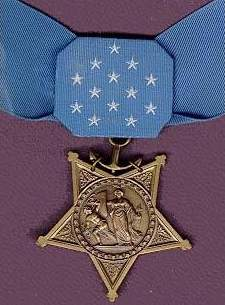
現今的海軍版榮譽勳章
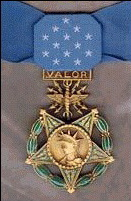
現今的空軍版榮譽勳章

## 统计数字

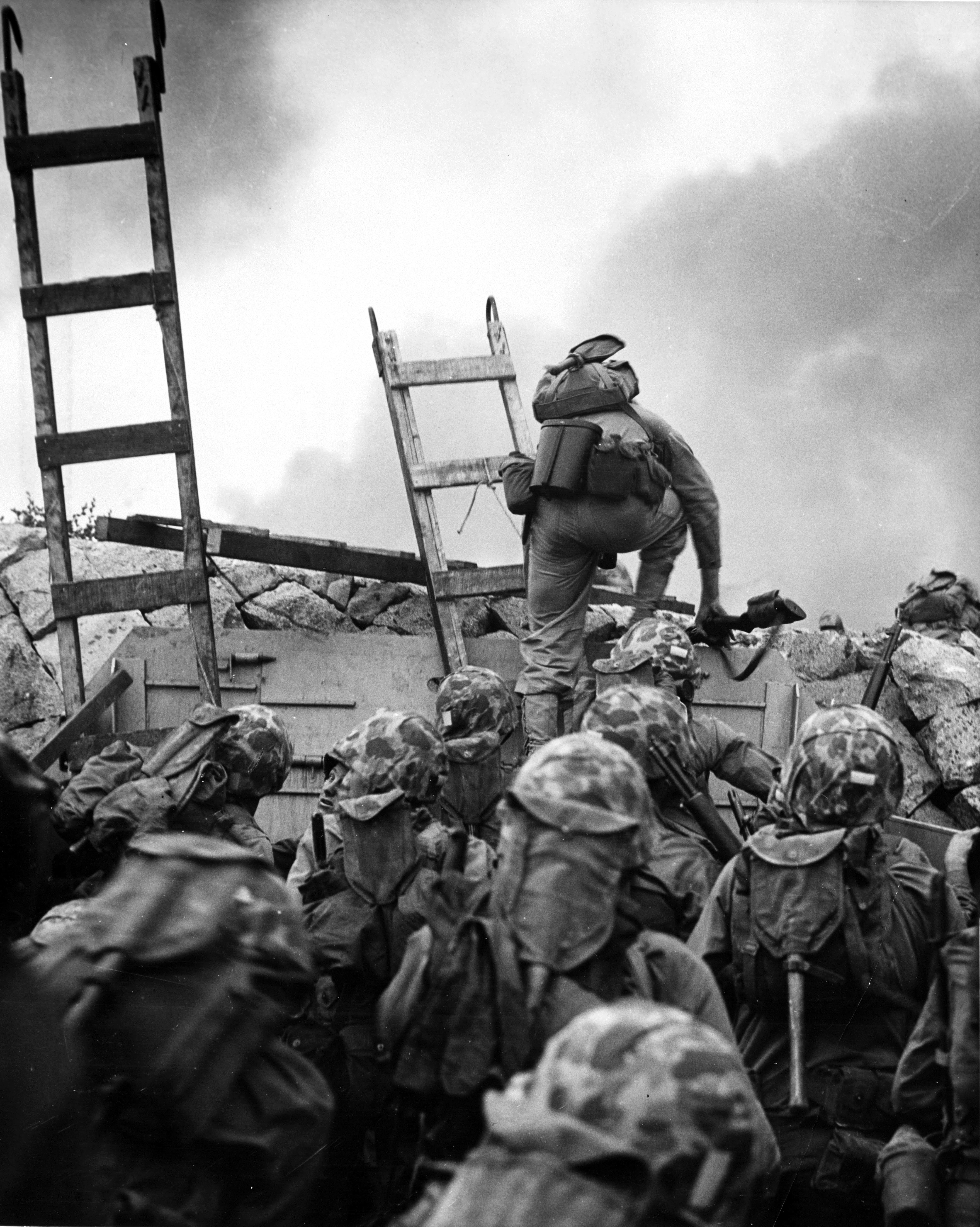
美國海軍陸戰隊的巴爾多梅洛·洛佩茲中尉在朝鲜战争仁川登陸後正爬越海堤，在拍下這張照片數分鐘後，洛佩茲为掩护战友而俯身在一枚手榴彈上被炸死，他死後被追贈榮譽勳章。

到2005年为止，荣誉勋章共计颁发了3460次，其中615次是在获得人去世后追授的。有19人获颁两枚荣誉勋章，其中5人同时获颁陆军及海军的荣誉勋章。
荣誉勋章唯一的女性得主玛丽·沃克是一位内战时期的随军外科医生。她同其他非作战人员得主的勋章在1917年都被废止，直到1977年卡特总统任内才重新被承认。
而获得荣誉勋章的资格并不只限于美国公民。61名曾在美军服役的加拿大人获过此荣耀，其中大部分在美国内战时期。
| 事件                      | 時間       | 頒發次數（3,516） |
| ------------------------- | ---------- | ----------------- |
| 南北戰爭                  | 1861～1865 | 1,523             |
| 北美印第安戰爭            | 1865～1891 | 426               |
| 辛未洋擾                  | 1871       | 15                |
| 美西戰爭                  | 1898       | 110               |
| 第二次薩摩亞內戰          | 1899       | 4                 |
| 八國聯軍之役              | 1899～1901 | 59                |
| 美菲戰爭                  | 1899～1902 | 86                |
| 佔領尼加拉瓜期間          | 1912～1933 | 2                 |
| 遠征墨西哥                | 1914       | 56                |
| 第一次世界大戰            | 1914～1918 | 126               |
| 佔領海地期間              | 1915～1934 | 8                 |
| 多明尼加共和國侵略戰      | 1916～1924 | 3                 |
| 第二次世界大戰            | 1939～1945 | 471               |
| 韓戰                      | 1950～1953 | 146               |
| 越南戰爭                  | 1955～1975 | 260               |
| 自由號（USS Liberty）事件 | 1967       | 1                 |
|                           | 1993       | 2                 |
| 阿富汗戰爭                | 2001～2021 | 16                |
| 伊拉克戰爭                | 2003～2010 | 4                 |
| 承平時期                  |            | 193               |
| 無名戰士                  |            | 9                 |

| 陆军  | 海军 | 海军陆战队 | 空军 | 海岸警卫队 | 總計  |
| ----- | ---- | ---------- | ---- | ---------- | ----- |
| 2,453 | 748  | 299        | 19   | 1          | 3,520 |

## 同名的美国勋章
以下这些勋章在某种程度上与荣誉勋章的名称相似，但完全是独立的奖项，有不同的颁发标准：
- 卡德纳斯荣誉勋章：美国税收船务局的勋章，该局后来并入美国海岸警卫队
- 国会太空荣誉勋章：美国宇航局宇航员的最高荣誉